# Rue Jacques-Bingen
La rue Jacques-Bingen est une voie du 17e arrondissement de Paris, en France.

## Situation et accès
La rue Jacques-Bingen est une voie publique située dans le 17e arrondissement de Paris. Elle débute au 18, place du Général-Catroux et se termine au 19, rue de Tocqueville.
Elle est en sens unique dans le sens est-ouest.
Le quartier est desservi par la ligne 3 à la station Malesherbes.

## Historique
Cette rue, ouverte en 1878 sur les terrains de Mme Deguingand et classée dans la voirie de Paris par décret du 5 novembre 1883 sous le nom de « rue de Montchanin » (du nom de la commune de Saône-et-Loire où le propriétaire de l'une des parcelles possédait une tuilerie), prend sa dénomination actuelle par un arrêté du 8 juin 1946.

## Origine du nom
Elle porte le nom du délégué du Comité français de libération nationale, Jacques Bingen (1908-1944).

## Bâtiments remarquables et lieux de mémoire

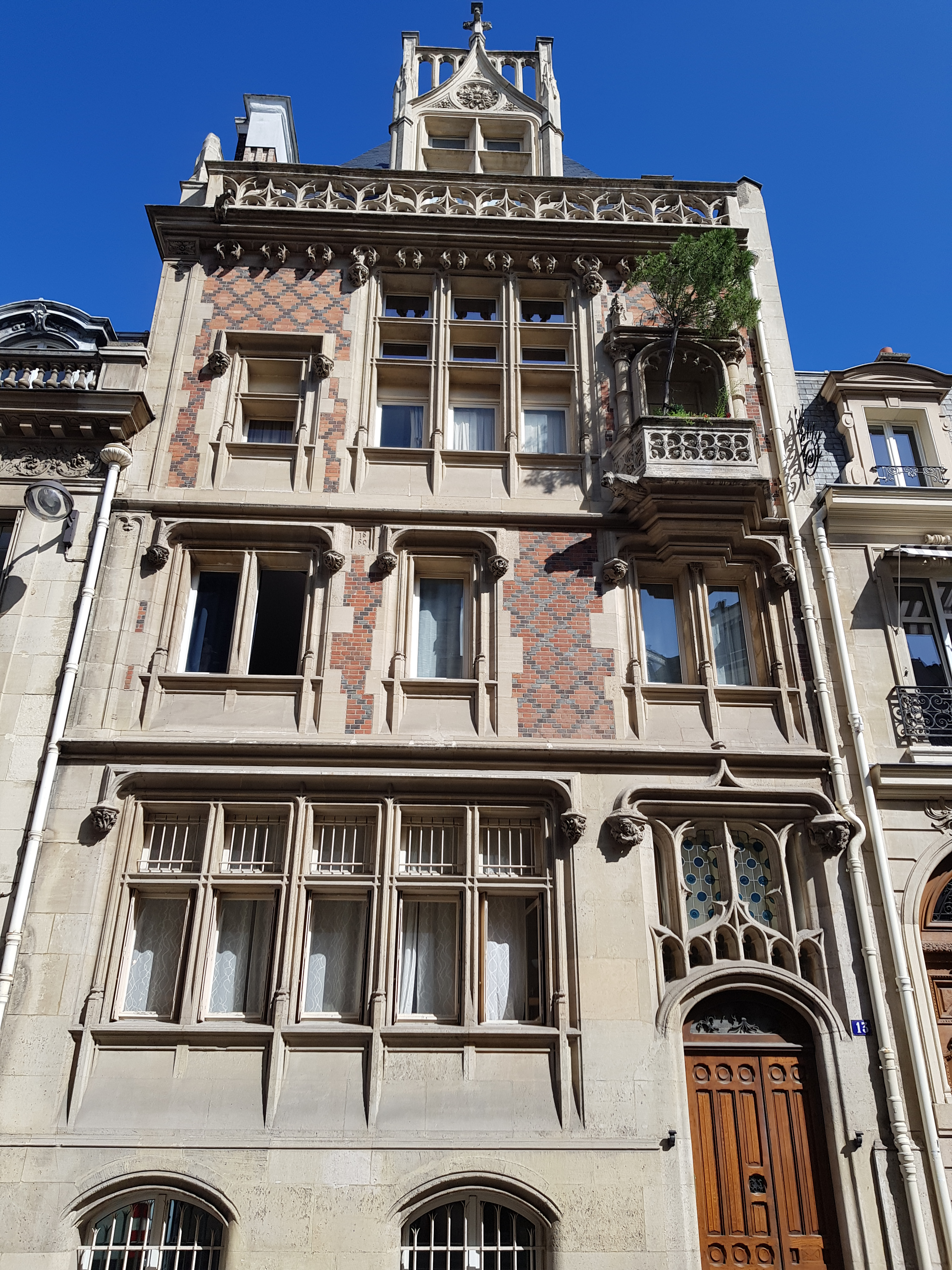
No 13.

- Charles Gounod (1818-1893), compositeur, habita au no 1 de 1878 à 1884.
- Cécile Pereire (1826-1885), fille d'Emile Pereire, meurt le 11 février 1885 au no 3, elle était la veuve de l'ingénieur et banquier Charles Rhoné.
- Guy de Maupassant (1850-1893), écrivain, habita au no 10 de 1884 à 1889. C'est l'actuel siège de l'ambassade du Zimbabwe en France.
- Lydie Lemercier de Nerville, dite Madame Aubernon (1824-1899) achète un terrain au no 11, sur lequel elle se fait construire en 1893 un hôtel de style Louis XVI par l’architecte Édouard Dailly et où elle tient salon jusqu’à sa mort. La cinémathèque Robert-Lynen y a pris place depuis 1946.
- Robert Goüin (1889-1931), fils cadet de Jules Goüin, industriel, posséda l'hôtel particulier du no 12.
- Au no 13[1], hôtel particulier (1883) de style néogothique construit par Hector Degeorge. L'artiste Paul Colin y fonde en 1926 son école qui, en quarante années, attirera près de quatre mille élèves venus de plus de vingt pays[2].